# Dasychira nubilata
Dasychira nubilata är en fjärilsart som beskrevs av Holland 1893. Dasychira nubilata ingår i släktet Dasychira och familjen tofsspinnare. Inga underarter finns listade i Catalogue of Life.